# Chavannes-de-Bogis
Chavannes-de-Bogis – miejscowość i gmina (commune) w zachodniej Szwajcarii, w kantonie Vaud, w okręgu (district) Nyon.  

## Demografia
W Chavannes-de-Bogis mieszka 1340 osób. W 2021 roku 37,8% populacji gminy stanowiły osoby urodzone poza Szwajcarią.

## Transport
Przez teren gminy przebiegają autostrada A1 oraz droga główna nr 121.